# Hombre de Cobalto
El Hombre de Cobalto (Ralph Roberts) (Inglés Cobalt-Man) es un supervillano que aparece en los cómics de Marvel Comics.

## Historia de publicación
El Hombre de Cobalto fue creado por el escritor Roy Thomas y el dibujante Werner Roth en X-Men #31 (abril, 1967).
El personaje aparece posteriormente en X-Men #34 (julio 1967), #79 (diciembre 1973), The Incredible Hulk #173-175 (marzo–mayo de 1974), The Defenders #42-43 (diciembre de 1976-enero de 1977), Hulk: Nightmerica #1 (agosto de 2003), Avengers/Thunderbolts #1 (mayo de 2004), y Civil War #1 (julio de 2006), en donde murió. Él apareció póstumamente en Marvel Spotlight Civil War: Aftermath #1 (marzo de 2007).
Una versión Skrull del Hombre de Cobalto, para la historia de La Invasión Secreta, aparece en Captain Marvel #2-3 (febrero–marzo de 2008).
El Hombre de Cobalto recibió una entrada en el Marvel Legacy: The 1970s Handbook #1 (2006).

## Biografía del personaje ficticio
Ralph Roberts fue un inventor que había estado estudiando los efectos de la radiación nuclear incluyendo cobalto. Él trató de utilizarlo como arma y construyó un traje de armadura de cobalto en imitación de la de Iron Man, y se llamó a sí mismo el Hombre de Cobalto. En ese momento, el hermano menor de Ralph, Ted Roberts estaba saliendo con Jean Grey. Ralph Roberts llevó a Ted, Jean, y Scott Summers en un recorrido por su laboratorio, y cuando le mostró a Ted su armadura se hizo destructivo, y cuando Scott y Jean lucharon contra el Hombre de Cobalto los enterró bajo los escombros. A medida que se hacía más inestable, la X-Men lucharon y lo derrotaron, y él se dio cuenta de que la armadura era muy peligrosa para usarse. Sin embargo, Tyrannus pronto lo secuestró para obligarlo a construir un gigante robot de super-cobalto. Los X-Men lucharon contra Tyrannus y rescataron a Roberts y lo devolvieron a al mundo superficial.
Más adelante alcanzó un tamaño sobrehumano y gran poder debido a la radiación. Eso terminó matándole lentamente; decidió mostrar al mundo los peligros de la energía nuclear destruyéndose a sí mismo y la ciudad de Sídney, Australia. En un enfrentamiento con Hulk, muere aparentemente. Mientras está en una misión con los Emisarios del Mal de Egghead, parecía haber sido asesinado en una explosión nuclear.
Algún tiempo más tarde fue revelado que sobrevivió a la explosión.
Al parecer, el Hombre de Cobalto original fue uno de los muchos villanos que escaparon de La Balsa durante New Avengers #1-3 (enero - marzo de 2005). En una aparición que fue ampliamente previsualizada (primero en New Avengers: Illuminati #1; mayo de 2006) pero que fue producida originalmente como parte de Civil War #1 (julio de 2006), los Nuevos Guerreros escondieron al Hombre de Cobalto en Stamford con otros convictos fugados. Los Nuevos Guerreros formaban parte de un programa de telerrealidad y decidieron acabar con los villanos. Durante el conflicto que siguió, Nitro usó sus poderes para demoler todo el vecindario, causando la muerte de cientos de hombres, mujeres y niños, la mayoría de los Nuevos Guerreros, y al parecer el Hombre de Cobalto y comenzando los eventos de Civil War.
Ralph Roberts aparentemente regresó de entre los muertos en la miniserie de 08-2007 Captain Marvel, pero se reveló que era realemente un impostor Skrull. Cuando fue interrogado por el Capitán Marvel acerca de los planes de la Invasión Secreta Skrull, el Hombre de Cobalto skrull le dijo al Capitán Marvel que no es el verdadero Capitán Marvel.
Durante la historia del Reino Oscuro, Hércules viaja al inframundo y el Hombre de Cobalto está entre los personajes muertos en Erebo. Debido a las fuerzas externas, esta sección de la otra vida era caótica y se estaba separando. Se aclara que el Hombre de Cobalto y los otros muertos tuvieron la oportunidad de volver a la vida por ganar en juegos de azar.

### Impostor Iron Man
En la miniserie de seis números de 2004 Avengers/Thunderbolts, Tony Stark se infiltró en los Thunderbolts como el Hombre de Cobalto para conocer sus intenciones y su programa. Con el tiempo, Stark reveló su verdadera identidad y lanzó la armadura del Hombre de Cobalto.

### Hombres de Cobalto
Un grupo de hombres con armadura del Hombre de Cobalto atacó a Speedball y un grupo de Vengadores aprendices visitaron Stamford. Fueron derrotados por Speedball que desató una explosión de energía poderosa que desactivó su armadura. Un oficial de policía local reveló que en el grupo había algunos fanáticos pro-Norman Osborn que había fabricado copias de la armadura del Hombre de Cobalto con planes para hacer ver mal los héroes en público.

## Poderes y habilidades
Inicialmente, Roberts llevaba la armadura del Hombre de Cobalto para obtenerlas habilidades como Iron- Man, incluyendo vuelo, fuerza sobrehumana (se multiplica su fuerza por 100) y durabilidad, rayos de retroceso, etc. La armadura (al menos la segunda versión) también tenía tanques de oxígeno y podía proteger a su portador contra el vacío del espacio.

## En otros medios

### Televisión
- El Hombre de Cobalto aparece en la tercera temporada de Avengers: Ultron Revolution, episodio 15, "Un Amigo en Apuros". Esta versión es un robot. Él lucha contra los Vengadores y ha sido teletransportado lejos de sus ataques hasta que la Visión se hizo visible. Con la ayuda de Iron Man, la Visión fue capaz de desactivar el dispositivo de teletransporte del Hombre de Cobalto, suficiente para que los Vengadores pudieran derrotarlo.